# Conus locumtenens
Conus locumtenens е вид охлюв от семейство Conidae. Видът не е застрашен от изчезване.

## Разпространение и местообитание
Разпространен е в Джибути, Египет, Еритрея, Йемен, Саудитска Арабия, Сомалия и Судан.
Обитава пясъчните дъна на морета и заливи.